# تومي رونار
تومي رونار (بالنرويجية البوكمول: Tommy Runar)‏ هو لاعب كرة قدم نرويجي في مركز حراسة المرمى، ولد في 25 أبريل 1982 في غريمستاد في النرويج. لعب مع نادي ستارت ونادي فريدريكستاد.